# دون كيندت
دون كيندت (بالإنجليزية: Don Kindt)‏ هو لاعب كرة قدم أمريكية أمريكي، ولد في 2 يوليو 1925 في ميلواكي في الولايات المتحدة، وتوفي في 5 مايو 2000.

## وصلات خارجية
- دون كيندت على موقع مرجع كرة القدم المحترفة.كوم (الإنجليزية)